# Saulzet
Saulzet – miejscowość i gmina we Francji, w regionie Owernia-Rodan-Alpy, w departamencie Allier.

## Demografia
Według danych na rok 1990 gminę zamieszkiwało 340 osób, a gęstość zaludnienia wynosiła 37 osób/km². W styczniu 2015 r. Saulzet zamieszkiwało 378 osób, przy gęstości zaludnienia wynoszącej 41,1 osób/km².